# Ekgmowechashàlids
Els ekgmowechashàlids (Ekgmowechashalidae) són una família extinta de primats que visqueren des de l'Eocè superior fins a l'Oligocè superior, fa entre 26,3 i 37,2 milions d'anys. Se n'han trobat restes fòssils als Estats Units, el Pakistan, Tailàndia i la Xina. Sorgiren a Àsia, probablement a l'est del subcontinent indi, i des d'allí passaren a Nord-amèrica. Són el tàxon germà dels sivaladàpids. El gènere Ekgmowechashala fou l'últim primat a habitar Nord-amèrica abans de l'arribada dels éssers humans.